# New American Cinema Group
(Jonas Mekas)
L'etichetta New American Cinema Group, nata nel 1960, riuniva registi indipendenti di cinema sperimentale di New York, aderenti al Manifesto del New American Cinema Group elaborato da Jonas Mekas. Il manifesto era caratterizzato da un'aperta opposizione etica ed estetica all'industria hollywoodiana e dalla volontà di creare un tessuto distributivo alternativo a quello delle major. A tale scopo, nel 1962, il gruppo costituì la New York Film-Makers' Cooperative.
Il termine New American Cinema fu poi adottato dalla critica per descrivere tutte quelle forme di cinema americano degli anni '60 non in linea con i principi estetici e linguistici del cinema hollywoodiano.

## Caratteristiche generali
La denominazione "New American Cinema" raccoglie due principali schieramenti: i 'nuovi' indipendenti che intendono agire autonomamente sul piano produttivo ed artistico rispetto alle strangolanti leggi dell'industria culturale, e i registi della tendenza più radicalmente sperimentale che vedono nei film la realizzazione di un lavoro strettamente personale e poetico. Le opere dei primi, che comprendono The Connection (tratto dall'opera teatrale di Jack Gelber "Il contatto", 1962) di Shirley Clarke, Pull My Daisy (Cogli la mia margherita, 1959, film che si avvale della collaborazione di Jack Kerouac e dell'interpretazione di Allen Ginsberg, Peter Orlovsky e Gregory Corso) di Robert Frank e Alfred Leslie, Guns of the Trees (I fucili degli alberi, 1962) di Jonas Mekas e Hallelujah the Hill (I magnifici idioti, 1963) di Jonas e Adolphas Mekas, hanno una matrice realistica che si collega al cinema diretto e hanno forti legami con i principali fenomeni dell'arte contemporanea americana. Il secondo gruppo, composto da registi come Stan Brakhage, Robert Breer, Gregory Markopoulos, Ron Rice e James Broughton, si muove invece sviluppando tematiche e stili collegati alle avanguardie storiche.

## Storia del New American Cinema

### Le origini: Dalle avanguardie europee alla nascita del cinema sperimentale americano

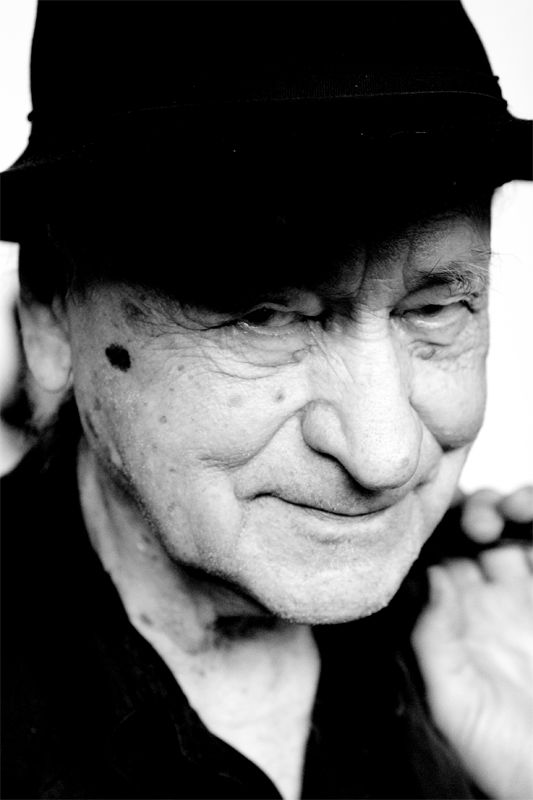
Il filmaker lituano Jonas Mekas, uno di fondatori della New York Film-Makers' Cooperative

La corrente si rifà alla tradizione cinematografica delle avanguardie europee degli anni venti, al dadaismo e al surrealismo cinematografico, ma anche al cinema sperimentale statunitense successivo alla Seconda Guerra Mondiale per merito di autori come Maya Deren, Stan Brakhage e Kenneth Anger.

### 1960: Nascita del New American Cinema
Più avanti si avvicinano al New American Cinema artisti come Andy Warhol e musicisti e poeti della Beat Generation.

## Proiezioni e distribuzione
Questo tipo di cinema, definito "underground" per la sua affascinante esistenza sotterranea, si sviluppa all'interno ad una sorta di contro-sistema, sia a livello culturale e di produzione che a livello di etica e di estetica.
Il genere si diffonde negli Stati Uniti e all'estero attraverso riviste teoriche come Film Culture, il centro unificatore del cinema underground newyorkese, e con la nascita di istituzioni quali la FilmMakers'Cooperative e l'Indipendent Film Award.

## Influenze successive
Negli anni settanta, l'approccio di autonomia artistica e produttiva degli artefici del New American Cinema influenza una serie di autori della New Hollywood, che rinnovano il cinema hollywoodiano, come George Lucas, John Milius e Francis Ford Coppola.